# Catedral de Nuestra Señora del Pilar (Barinas)
La Catedral de Nuestra Señora del Pilar o simplemente Catedral de Barinas, es un edificio religioso que pertenece a la Iglesia católica y se encuentra ubicado en la avenida Briceño Méndez frente a la Plaza Bolívar de la ciudad de Barinas, capital del estado del mismo nombre, en la región llanera del país sudamericano de Venezuela.
El templo sigue el rito romano o latino y funciona como la sede de la diócesis de Barinas (Dioecesis Barinensis) que fue creada el 23 de julio de 1965 con la bula pontificia Apostolicum munus del Papa Pablo VI. Esta bajo la responsabilidad pastoral del obispo José Luis Azuaje Ayala. Como su nombre lo indica fue dedicada a la virgen María en su advocación de Nuestra Señora del Pilar de Zaragoza.
Se trata de una estructura que data de la época colonial española siendo construida entre 1770 y 1780. Constituye una importante atracción turística y un monumento religioso de gran valor histórico.